# Isaloides
Genre
Isaloides est un genre d'araignées aranéomorphes de la famille des Thomisidae.

## Distribution
Les espèces de ce genre se rencontrent au Mexique, au Panama, à Cuba et à Hispaniola.

## Liste des espèces
Selon World Spider Catalog (version 18.0, 08/02/2017) :
- Isaloides echinatus (Banks, 1914)
- Isaloides putus (O. Pickard-Cambridge, 1891)
- Isaloides toussainti Banks, 1903
- Isaloides yollotl Jiménez, 1992

## Publication originale
- F. O. Pickard-Cambridge, 1900 : Arachnida - Araneida and Opiliones. Biologia Centrali-Americana, Zoology. London, vol. 2, p. 89-192 (texte intégral).